# Ford City (Pennsylvania)
Ford City is een plaats (borough) in de Amerikaanse staat Pennsylvania, en valt bestuurlijk gezien onder Armstrong County.

## Demografie
Bij de volkstelling in 2000 werd het aantal inwoners vastgesteld op 3451. In 2006 is het aantal inwoners door het United States Census Bureau geschat op 3220, een daling van 231 (-6,7%).

## Geografie
Volgens het United States Census Bureau beslaat de plaats een oppervlakte van 2,0 km², waarvan 1,8 km² land en 0,2 km² water.

## Plaatsen in de nabije omgeving
De onderstaande figuur toont nabijgelegen plaatsen in een straal van 8 km rond Ford City.